# Калмыков (Егорлыкский район)
Калмыков — хутор в Егорлыкском районе Ростовской области.
Входит в состав Объединенного сельского поселения.

## География
На хуторе имеются две улицы: Митрофанова и Победы.

## Население
| 1989 | 2002 | 2010 |
| ---- | ---- | ---- |
| 333  | ↗450 | ↘421 |